# Trianthema parvifolia
Trianthema parvifolia är en isörtsväxtart som beskrevs av Ernst Meyer. Trianthema parvifolia ingår i släktet Trianthema och familjen isörtsväxter. Inga underarter finns listade i Catalogue of Life.